# Kimberly Elise
Kimberly Elise Trammel (Minneapolis, 17 aprile 1967) è un'attrice statunitense.

## Biografia
Nata a Minneapolis, figlia di Marvin Trammel ed Erna Jean Johnson, ha tre fratelli. Ha studiato cinema e recitazione all'Università del Minnesota. Il suo debutto cinematografico avviene nel 1996 nel film Set It Off - Farsi notare, al fianco di altre attrici afroamericane come Vivica A. Fox, Jada Pinkett Smith e Queen Latifah. 
Negli anni seguenti recita nei film  Beloved (1998), al fianco di Oprah Winfrey e Danny Glover, e Bait - L'esca (2000). Nel 2002 interpreta la moglie di Denzel Washington nel film John Q di Nick Cassavetes; dopo aver interpretato una donna sieropositiva in due episodi di Girlfriends, inizia con Washington un'assidua collaborazione: recitano insieme in The Manchurian Candidate (2004) e lui la dirige in The Great Debaters - Il potere della parola (2007). È una delle interpreti, al fianco di Jennifer Finnigan, della serie TV Close to Home - Giustizia ad ogni costo, in cui ha il ruolo di Maureen Scofield.
Dal 1989 al 2005 è stata sposata con Maurice Oldham, dal quale ha avuto due figli, Ajableu e Butterfly.

## Filmografia parziale

### Cinema
- Set It Off - Farsi notare (Set It Off), regia di F. Gary Gray (1996)
- Beloved, regia di Jonathan Demme (1998)
- Bait - L'esca (Bait), regia di Antoine Fuqua (2000)
- John Q, regia di Nick Cassavetes (2002)
- The Manchurian Candidate, regia di Jonathan Demme (2004)
- The Great Debaters - Il potere della parola (The Great Debaters), regia di Denzel Washington (2007)
- Gifted Hands - Il dono (Gifted Hands: The Ben Carson Story), regia di Thomas Carter (2009)
- Dope - Follia e riscatto (Dope), regia di Rick Famuyiwa (2015)
- Il giustiziere della notte - Death Wish (Death Wish), regia di Eli Roth (2018)
- Ad Astra, regia di James Gray (2019)

### Televisione
- Soul Food - serie TV, episodi 3x10-4x10 (2003)
- Close to Home - Giustizia ad ogni costo (Close to Home) - serie TV, 43 episodi (2005-2007)
- Private Practice – serie TV, episodio 1x06 (2009)
- Grey's Anatomy – serie TV, episodi 5x19-5x20, 5x23 (2009)
- Hit the Floor - serie TV, 33 episodi (2013-2016)
- Confirmation - Una donna per la verità (Confirmation) – film TV, regia di Rick Famuyiwa (2016)
- Star - serie TV, 4 episodi (2019)
- The Mosquito Coast - serie TV, 7 episodi (2021)

## Doppiatrici italiane
Nelle versioni in italiano delle opere in cui ha recitato, Kimberly Elise è stata doppiata da:
- Irene Di Valmo in Close to Home - Giustizia ad ogni costo, Grey's Anatomy, Private Practice
- Roberta Pellini in Set It Off - Farsi notare
- Tiziana Avarista in John Q
- Giuppy Izzo in The Manchurian Candidate
- Angela Brusa ne Il giustiziere della notte - Death Wish
- Stella Gasparri in Ad Astra
- Alessandra Gengarelli in Star
- Guendalina Ward in The Mosquito Coast